# Andrzej Wysakowski
Andrzej Jan Wysakowski (ur. 17 stycznia 1963 we Wrocławiu, zm. 17 października 2005 w Strzelinie) – polski gitarzysta i wokalista blues-rockowy i rock and rollowy. 

## Życiorys
Choć urodził się we Wrocławiu to wychowywał się w Strzelinie, gdzie rozpoczął naukę gry na gitarze. Pierwsze, muzyczne kroki stawiał, grając w grupie Solid Body. W okresie stanu wojennego wszedł w skład wrocławskiego Poeroxu w miejsce Jacka Telusa, który wyjechał z kraju. Lecz wkrótce zespół zawiesił działalność z powodu rządowego zakazu występów estradowych. Przewinął się także przez pierwszy skład zespołu Hazard, który wraz z nim współtworzyli: wokalista Grzegorz Markowski, gitarzysta Aleksander Mrożek, basista Roman Tarnawski, perkusista Ireneusz Nowacki i z którym nagrał singla Ciągły ból głowy / Jeśli nie wiesz, co jest grane, wydanego przez Tonpress (S-486). Po tych pierwszych muzycznych doświadczeniach, wraz z kolegami utworzył rock 'n' rollowo-bluesowy zespół pod nazwą Ostatnie Takie Trio, który występował na licznych festiwalach i zdobył laury m.in. na takich imprezach jak: Jarocin '84 (Nagroda Publiczności), Rawa Blues '84, Rock Arena, Olsztyńskie Noce Bluesowe '84, Rockowisko '84 i FAMA '84. Po rozstaniu z tą grupą, współpracował m.in. z zespołami Obstawa Prezydenta, czy Blue Breeze oraz wcielał w życie nowe pomysły muzyczne, powołując do życia różne okazjonalne składy z którymi występował. Jego pasją było także wędkarstwo. Zmarł przedwcześnie w wieku zaledwie 42 lat. Pochowany na Cmentarzu Parafialnym w Strzelinie (kwatera 7-6-32). Na stronie internetowej wrocławskiej pracowni lutniczej Gitarion, znajdują się nagrania radiowe, koncertowe i prywatne, których dokonał z zespołami Solid Body (PR Łódź, 04.1983) i Ostatnie Takie Trio (koncert w Poznaniu, 1985), a także w duecie z Bogdanem Kuflem (gitara), zarejestrowane w Strzelinie w 1992 roku i w 1998 z zespołem w składzie, który tworzyli wraz z nim: Dariusz Maroszczyk (gitara), Jacek Kaczmarski (gitara basowa) i Piotr Hałka (perkusja).   